# گژگوژو
گژگوژو (به لهستانی:  Grzegorzew) یک روستا در لهستان است که در گمینا گژگوژو واقع شده‌است.
 گژگوژو  ۱٬۶۵۰ نفر جمعیت دارد.